# Puig d'Alcadena
El Puig d'Alcadena, Puig de s'Alcadena o Puig de Son Cadena és una muntanya de Mallorca amb una altura de 817 m. Pertany al municipi d'Alaró. És una muntanya amb característiques molt similars al Puig del Castell d'Alaró, on hi ha les restes del Castell d'Alaró.
Entre el 18 i el 19 de desembre de 2008, es produí a la muntanya una esllavissada important al vessant de Son Cocó (est) que deixà una cicatriu molt important a la zona dels penyasegats i que actualment és visible de bona part de l'illa. Es calcula que es varen desprendre més de mig milió de metres cúbics de roca i que es produí una llengua de material de mig quilòmetre de llargada. Algunes de les roques despreses foren la mida d'una habitació. Segons l'Instituto Geológico Minero de España, el fet s'englobà dins un fenomen més global a l'illa de Mallorca, que produí 14 esllavissades a llocs diferents de l'illa entre el 27 de novembre de 2008 i el 7 de gener de 2009.

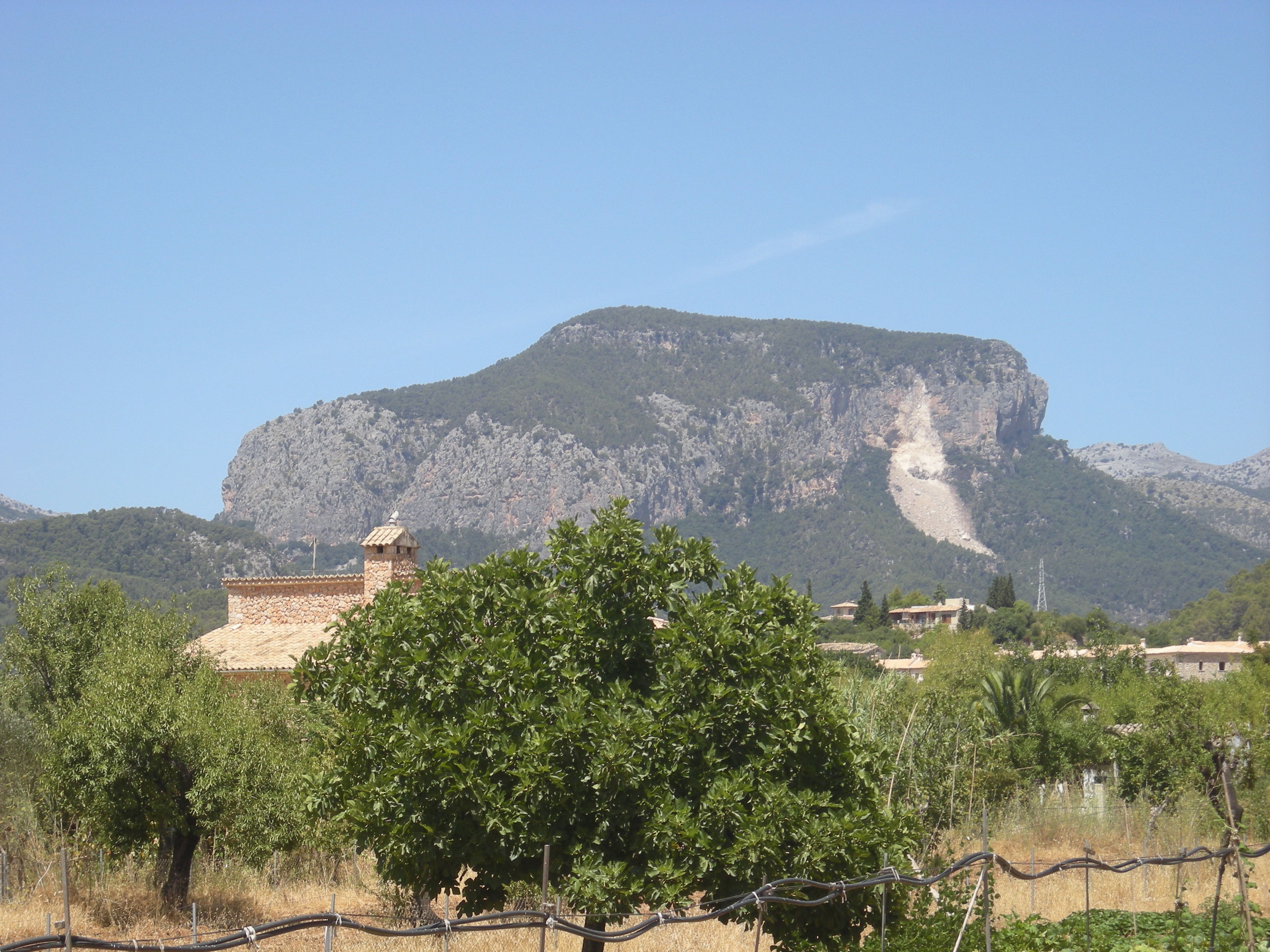
L'esllavissada, vista des de Lloseta.
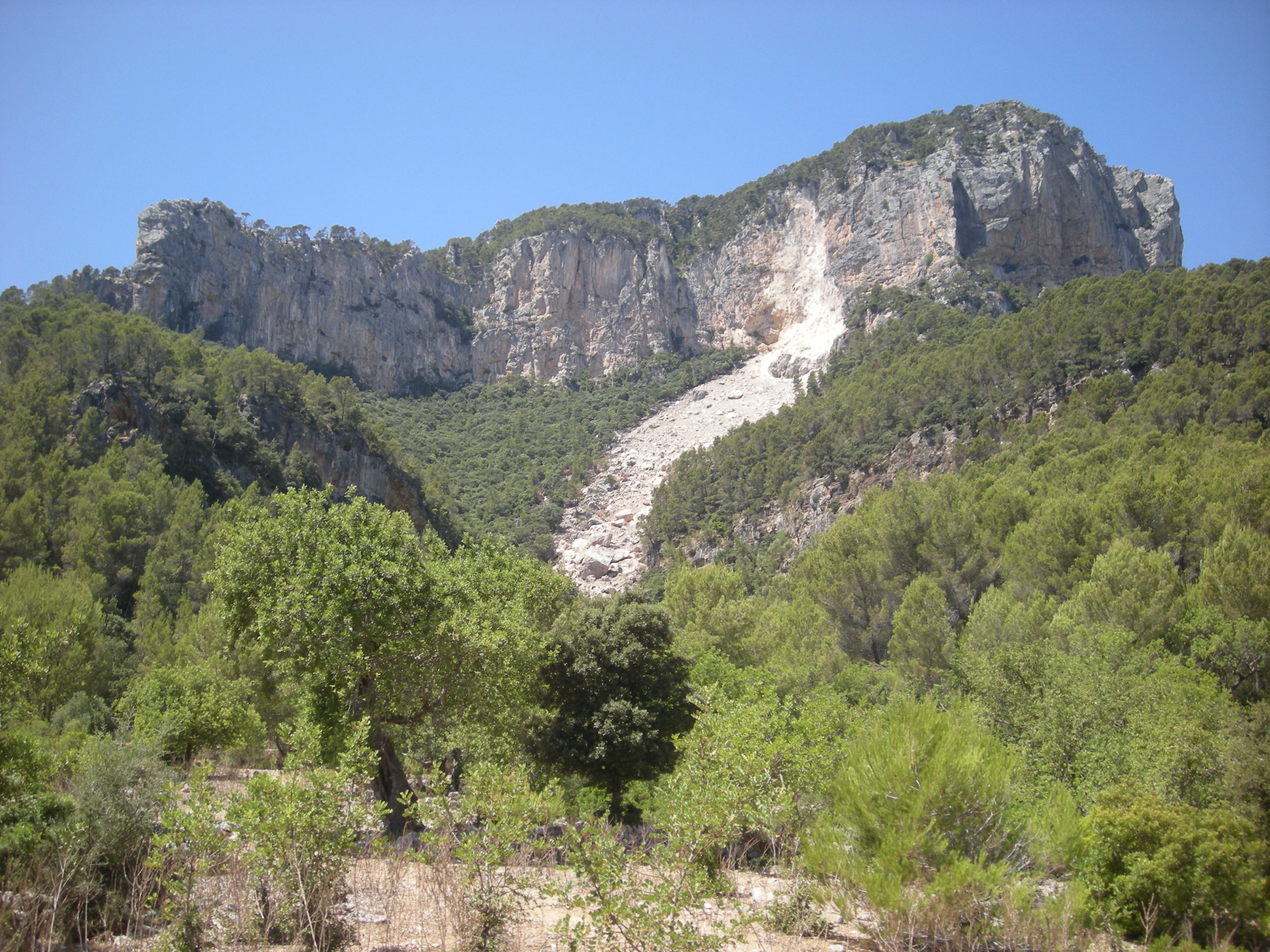
L'esllavissada, vista des de baix, prop de la possessió de Son Cocó.
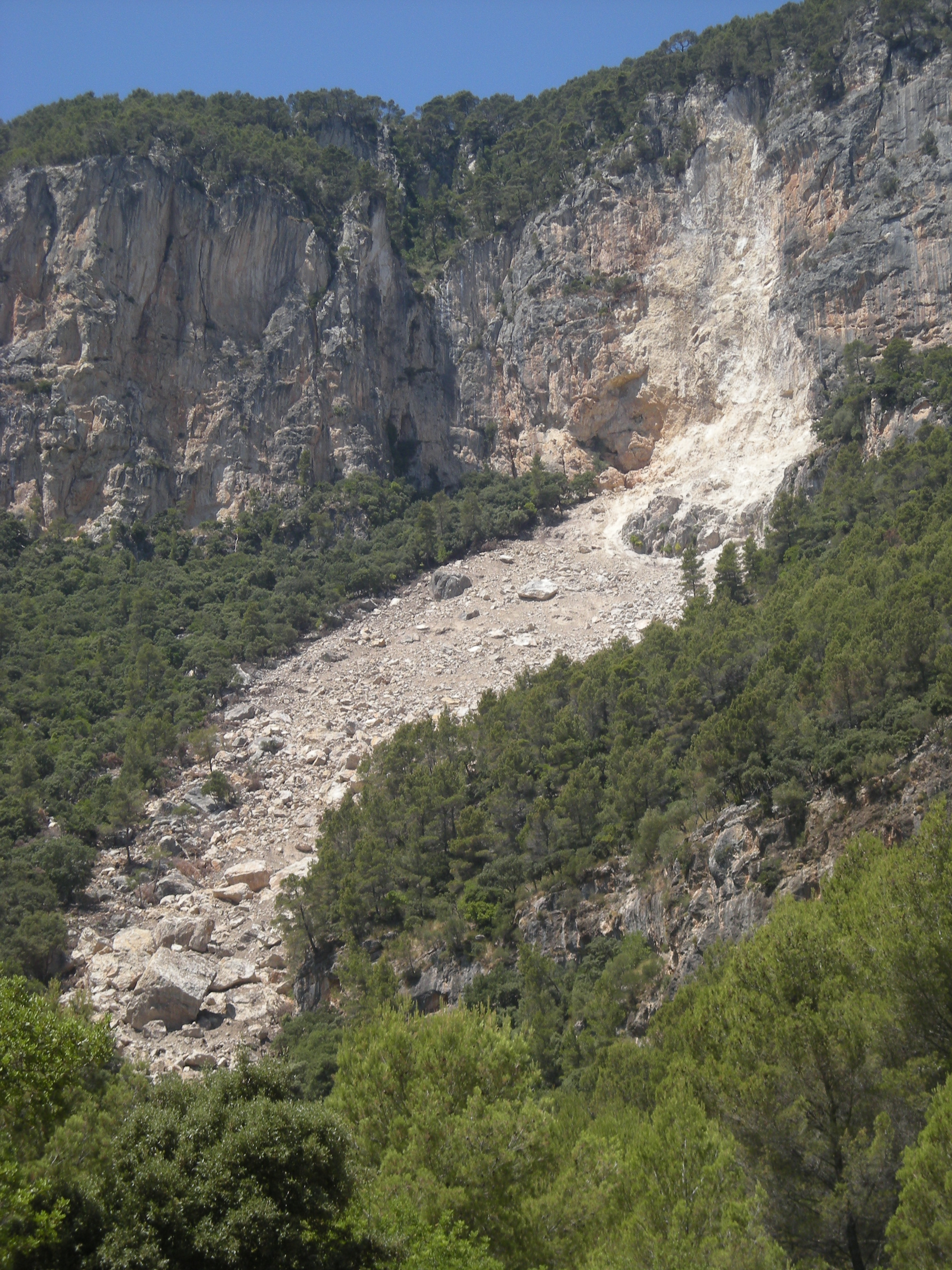
Detall.